# Пески (Киевская область)
Пе́ски (укр. Піски) — село, входит в Иванковский район Киевской области Украины.
Население по переписи 2001 года составляло 218 человек. Почтовый индекс — 07213. Телефонный код — 4591. Занимает площадь 1,6 км². Код КОАТУУ — 3222083601.

## Известные уроженцы
- Михайленко, Александр Романович (род. 1935) — украинский юрист, правовед, почетный работник прокуратуры Украины.

## Местный совет
07213, Київська обл., Іванківський р-н, с. Піски